# Chives (Charente-Maritime)
Chives é uma comuna francesa na região administrativa da Nova Aquitânia, no departamento de Charente-Maritime. Estende-se por uma área de 20,66 km². Em 2010 a comuna tinha 324 habitantes (densidade: 15,7 hab./km²).